# ادولف کونتو
ادولف کونتو (انگلیسی: Adolf Konto; ۳۰ مارس ۱۹۱۱ – ۲۰ نوامبر ۱۹۶۵) قایقران قایق بادبانی اهل فنلاند بود.